# Aquí hay tomate (instalación artística)
Aquí hay tomate es una instalación artística situada en el Parque del Fórum de Barcelona. Fue realizada por Eulàlia Valldosera en 2004, para el Fórum Universal de las Culturas.

## Historia y descripción
Esta instalación fue encargada por el Ayuntamiento de Barcelona para decorar el espacio del Fórum de las Culturas, junto a otras tres obras, todas ellas seleccionadas por la crítica de arte Gloria Moure; las otras eran: Pasaje cobrizo, de Cristina Iglesias, situada en el Centro de Convenciones junto al Edificio Fórum; Sexta pared, de Tony Oursler, que no llegó a tiempo de instalarse durante el evento; y otra que no llegó a realizarse, de los suizos Fischli & Weiss. La obra fue colocada de manera provisional en la plaza central del recinto del Fórum, como una más de varias instalaciones artísticas concebidas para una duración efímera durante el transcurso del certamen cultural, celebrado entre el 9 de mayo y el 26 de septiembre de 2004. Pasados los eventos del Fórum, la obra fue retirada y sus elementos guardados en un almacén. Sin embargo, al cabo de un par de años se consideró su reposición, para ornamentar un espacio que había quedado algo vacío tras las celebraciones del Fórum, y fue inaugurada de nuevo el 14 de marzo de 2007, junto a otras obras concebidas para el Fórum y que no habían llegado a tiempo de instalarse, como la videoinstalación Sexta pared, de Tony Oursler, la Chimenea solitaria de Elías Torres y José Antonio Martínez Lapeña, y el Complemento milagroso de Antoni Tàpies.
La obra está compuesta por un conjunto de siete lentes de larga distancia de funcionamiento con monedas, de las típicas que se suelen ubicar en miradores turísticos, repartidas de forma secuencial a lo largo de la vertiente septentrional de la explanada central del Fórum. En relación con su título, están pintadas de color rojo. Sin embargo, las lentes no muestran el horizonte al cual se dirigen, como es habitual, sino que reproducen un video de medio minuto de duración que muestra el paisaje frente al que se encuentran tal como era antes de la celebración del Fórum, y que a medida que se reproduce se va acercando en zum hasta mostrar una escena cotidiana, como una pareja visitando un piso en venta o unos obreros haciendo taichí. Esta supuesta invasión de la intimidad de estos personajes es la que motiva el título de la obra, Aquí hay tomate, que era el nombre de un programa de televisión dedicado a la prensa rosa. Así, algunas de las escenas tienen que ver con el tomate: en una un hombre riega unas tomateras; en otra, una mujer hace salsa de tomate con una batidora; en otra, una señora recoge unos tomates que se le han caído al suelo. El sentido general de todos los videos es a la vez irónico y humorístico, a veces crítico y a veces mordaz.

## Galería

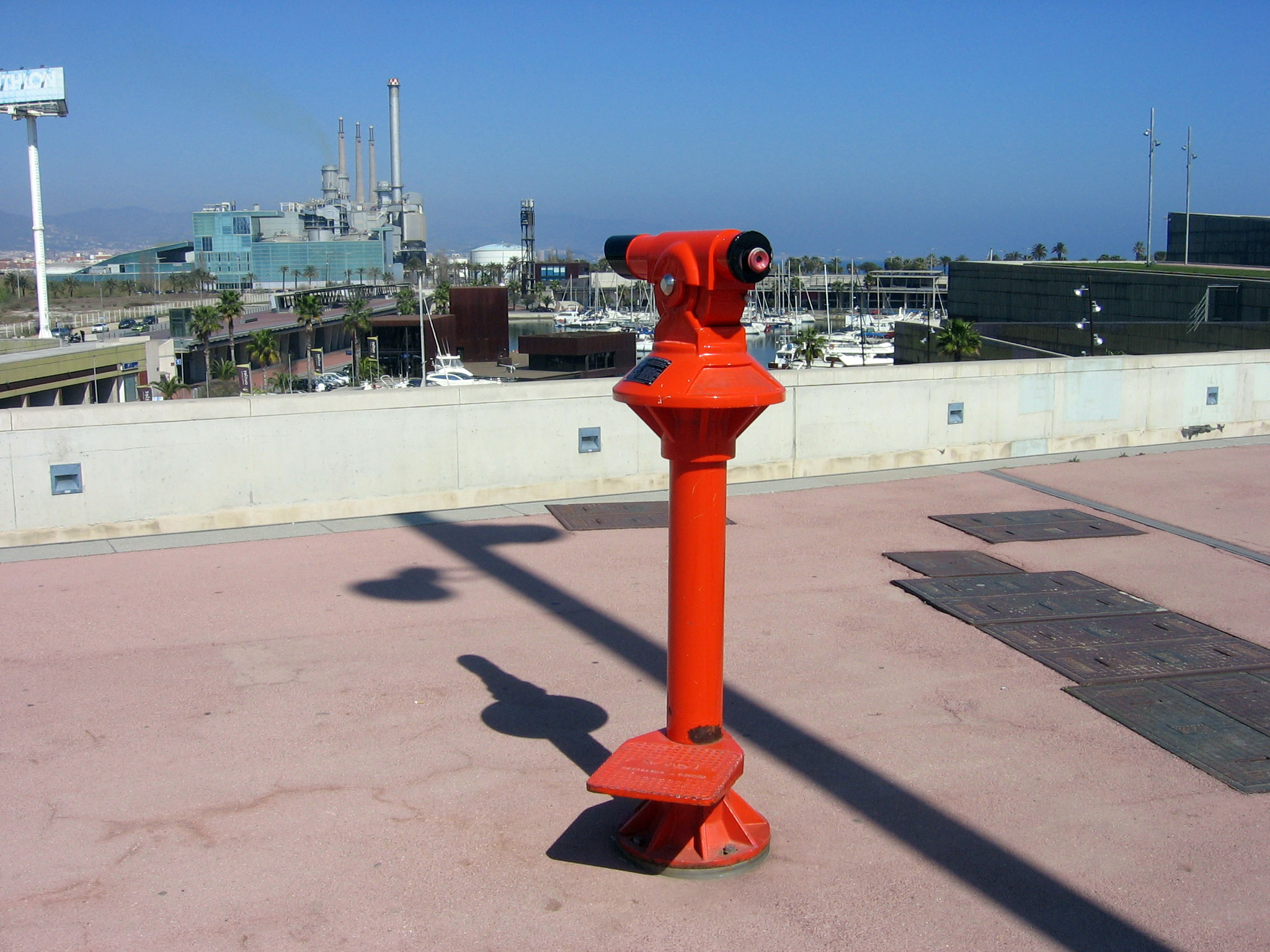
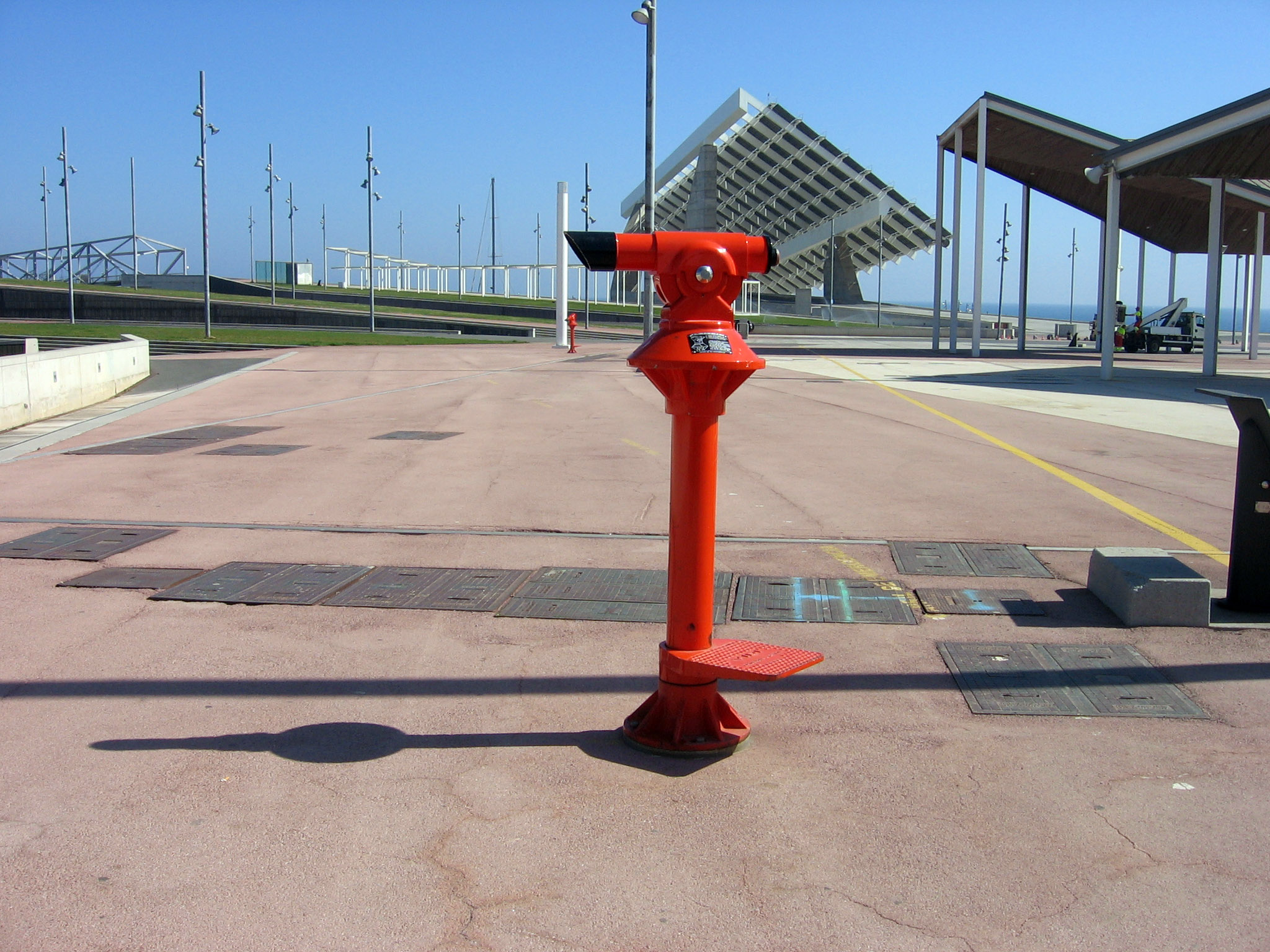
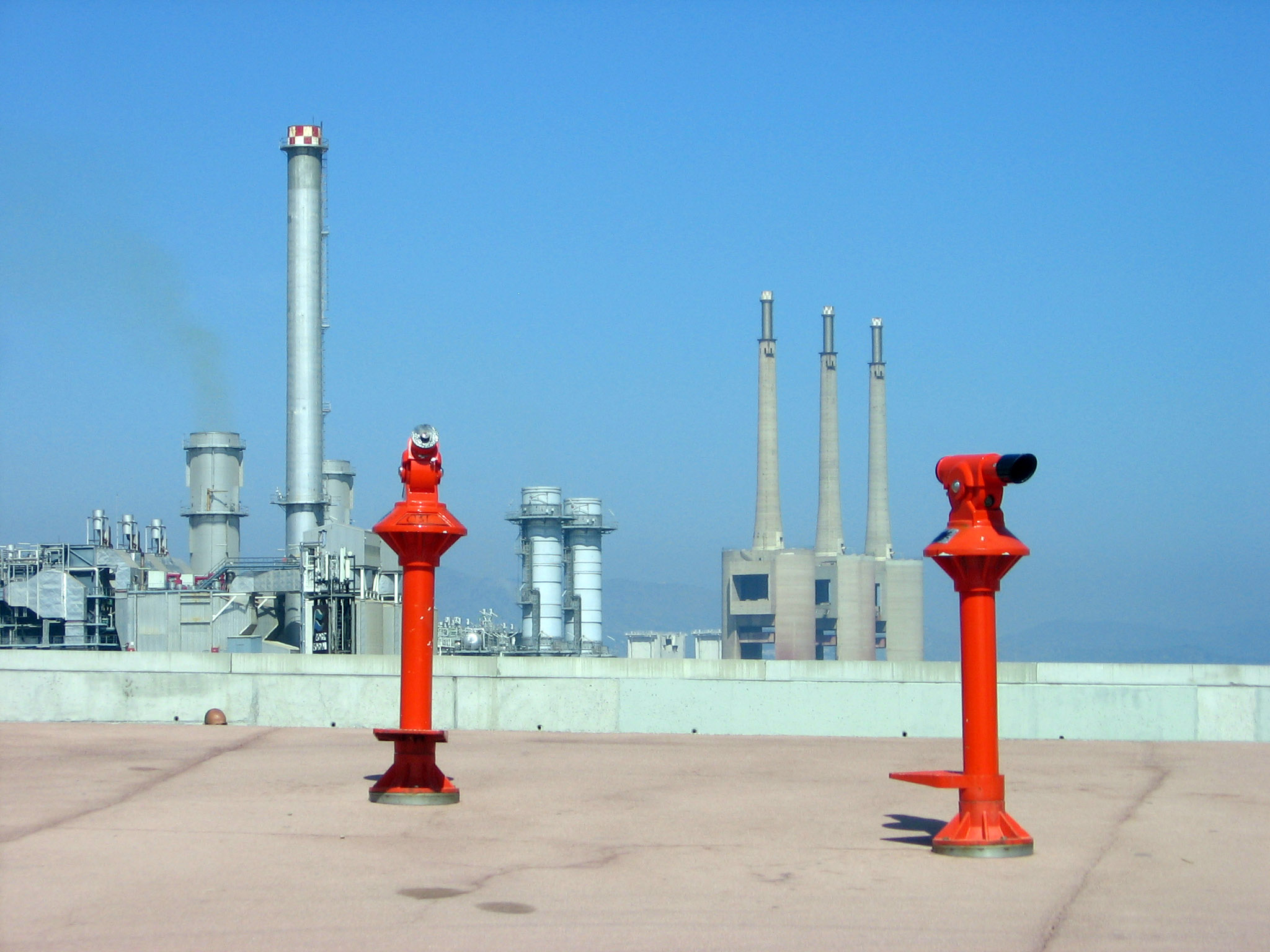
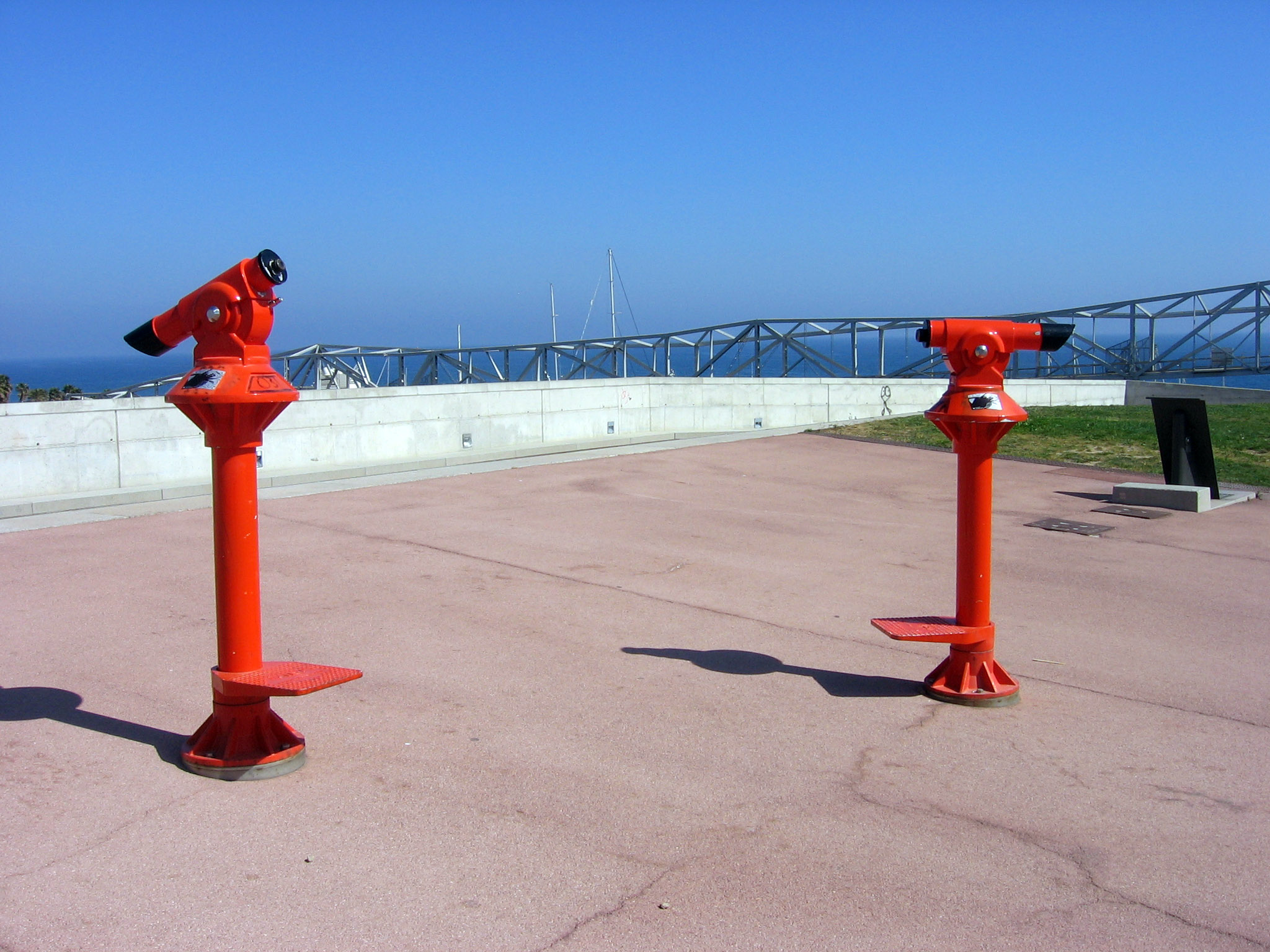
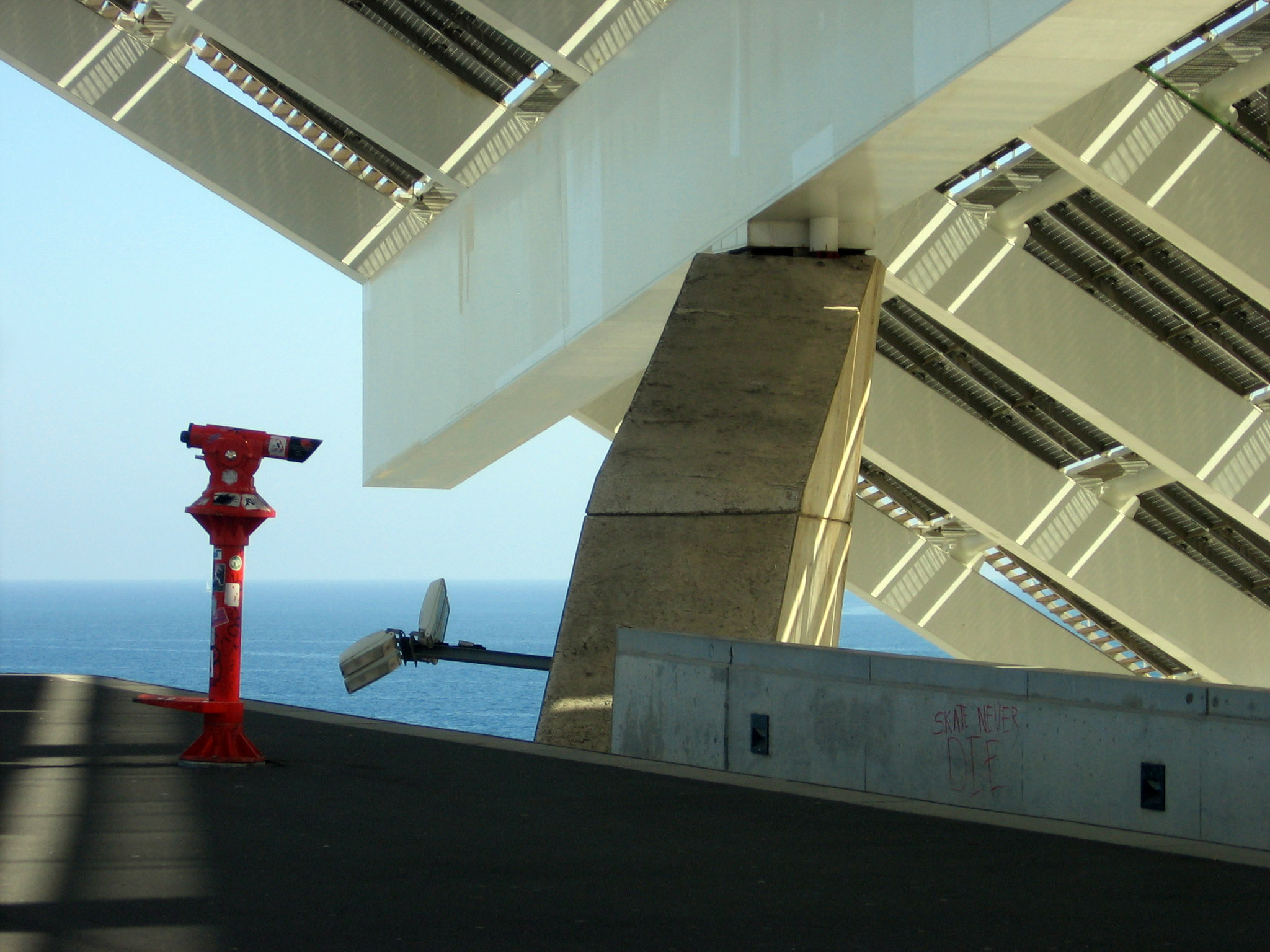
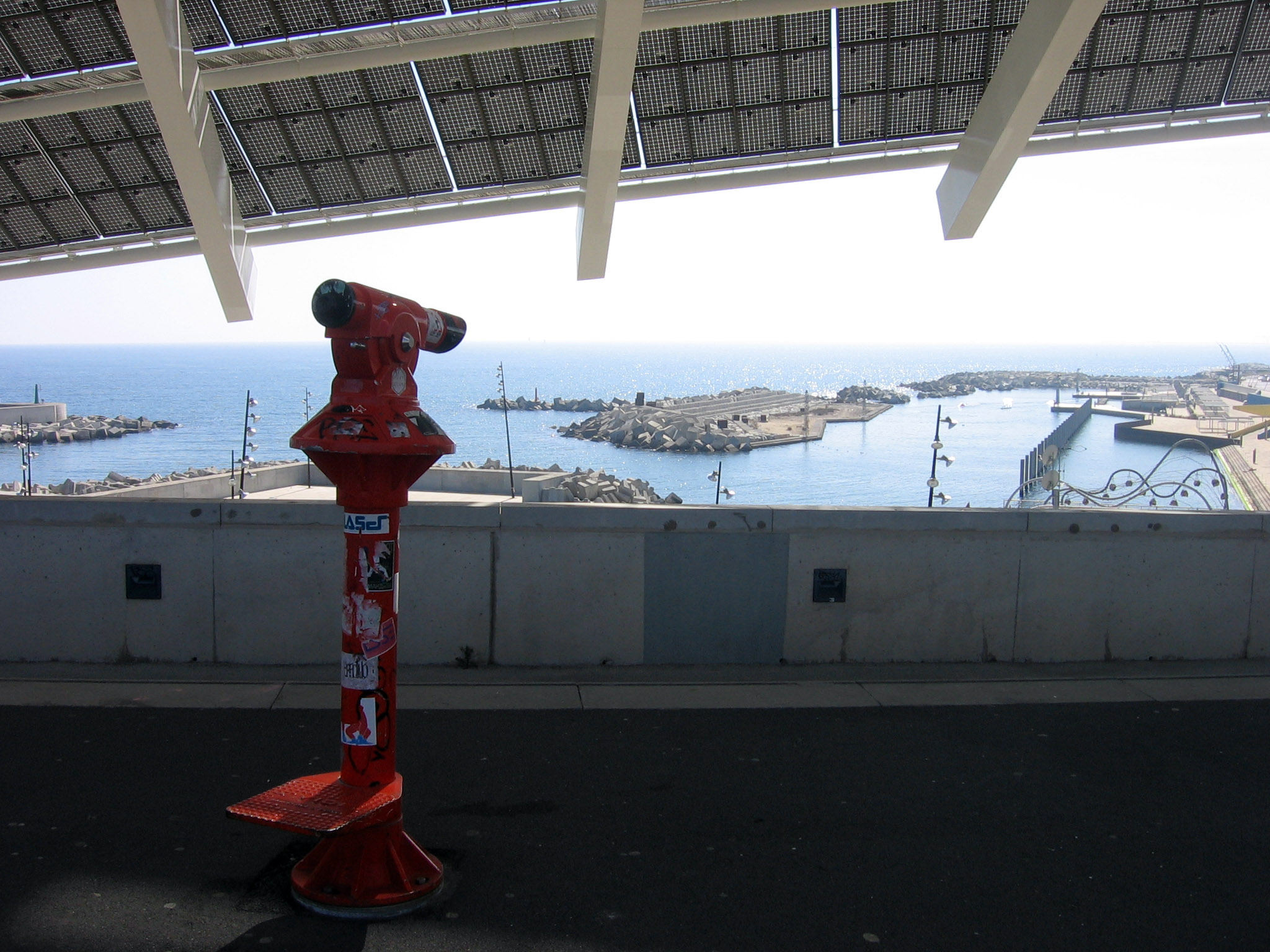